# Chiesa del Santissimo Redentore (Casette d'Ete)
La chiesa del SS. Redentore è la chiesa parrocchiale di Casette d'Ete nella provincia di Fermo ed è la più importante chiesa della cittadina. Si trova in Corso Garibaldi. Iniziata il 15 novembre 1907 con la posa della prima pietra ad opera dell'arcivescovo di Fermo monsignor Carlo Castelli, i lavori furono sospesi per la prima guerra mondiale e poté essere terminata solo nel 1922.

## Storia
Allorquando essa fu completata iniziò a funzionare grazie ad un sacerdote che la domenica veniva da Sant'Elpidio a Mare per celebrare la Messa.
Prima di allora, la popolazione di Casette - compresa nella giurisdizione della parrocchia di Sant'Elpidio Abate - poteva andare a Messa o nella cappella gentilizia esistente nella villa del Palombarone dei conti Brancadoro, o nella chiesa intitolata alla beata Maria Vergine Addolorata di Mostrapiedi o nelle lontane chiese di Sant'Elpidio.
Realizzata la chiesa, venne costruita una canonica che consentì la residenza stabile dal 1926 di un sacerdote.
Finalmente con bolla di approvazione dell'arcivescovo di Fermo, Norberto Perini, in data 15 novembre 1942 venne costituita la parrocchia del Santissimo Redentore, inaugurata il 6 gennaio 1943 con giurisdizione sulla cittadina di Casette d'Ete. Da tale momento la parrocchia ha iniziato a funzionare ed a registrare tutti gli eventi della vita sua e della sua comunità come attestato dai registri di battesimo, cresima, matrimonio e dei defunti.

## Opere d'arte
Nella navata di sinistra della chiesa è presente un pregevole dipinto ad olio su tela di grande formato con una "Annunciazione" del pittore Nicola Pollastrelli, nativo di Casette d'Ete, deceduto.
Di rilievo, vicino all'ingresso, nella navata di sinistra il monumento funebre di Marietta Gioia (Casette d'Ete, 23 settembre 1904 - 7 settembre 1931), proclamata serva di Dio nel 1973 e venerabile dal 6 aprile 1998.

## Lista dei rettori e dei parroci
| dal              | al                        | nome          | cognome    | note                                                                      |  |
| 1926             | ?                         | don Michele   | Antonini   | rettore                                                                   |  |
| ?                | ?                         | don Francesco | Campolungo | rettore                                                                   |  |
| ?                | ?                         | don Virginio  | Martinucci | rettore                                                                   |  |
| ?                | ?                         | don Luigi     | Zega       | rettore                                                                   |  |
| 1938             | 14 novembre 1942          | don Primo     | Livi       | rettore                                                                   |  |
| 15 novembre 1942 | 28 dicembre 1969 deceduto | don Primo     | Livi †     | parroco                                                                   |  |
| 29 dicembre 1969 |                           | don Igino     | Marcelli   | parroco; già vicario parrocchiale dal 1º ottobre 1965 al 28 dicembre 1969 |  |

### Giurisdizione della parrocchia
Nel decreto di erezione della parrocchia a firma dell'Arcivescovo Norberto Perini si legge:
Assegniamo il territorio della nuova Parrocchia circoscritto da questi limiti e qui descritti in lingua corrente:
Nord: fiume Chienti-strada comunale già Moschini prolungata al fiume Ete.
Est: fiume Ete fino ai confini della Parrocchia di S. Elpidio con quella degli Angeli Custodi poi, seguendo tale confine, fino al fosso morelli e da qui una linea retta che va dalla biforcazione della strada delle Gabbie, si segue poi detta strada fino ai monti dei Falchi.
Ovest: fosso Rio Maggio fino al fosso sapienza -dall'origine di detto fosso una linea retta fino all'incontro della strada vicinale della sapienza con la strada comunale di mostrapiedi e per questa ai confini dei comuni di Montegranaro e di s. Elpidio a mare fino al fiume Chienti.
Alla nuova parrocchia assegniamo il Sacro Tempio con la casa parrocchiale annessa.
Il beneficio parrocchiale parimenti costituiamo dell'assegnazione dei frutti di 46.700 lire italiane dai titoli di Stato conservati nella nostra Curia Arcivescovile...